# Canadian National Vimy Memorial
Het Canadian National Vimy Memorial (Frans: Monument commémoratif du Canada à Vimy) is een oorlogsmonument in Frankrijk ter nagedachtenis van de Canadese soldaten die sneuvelden tijdens de Eerste Wereldoorlog. Het monument staat in de gemeente Givenchy-en-Gohelle op een herdenkingssite op de heuvelrug van Vimy (Vimy Ridge). De omliggende herdenkingssite is een bewaard slagveld uit de Slag van Vimy. Het monument werd ontworpen door Walter Seymour Allward en na elf jaar bouwen in 1936 ingewijd. Het wordt onderhouden door de Veterans Affairs Canada.

## Achtergrond
Tussen 9 en 12 april 1917 vond de slag bij Vimy plaats, ook bekend als de "Battle of Vimy Ridge". Hierbij vielen aan Canadese zijde 3598 doden en 7004 gewonden.

## Geschiedenis

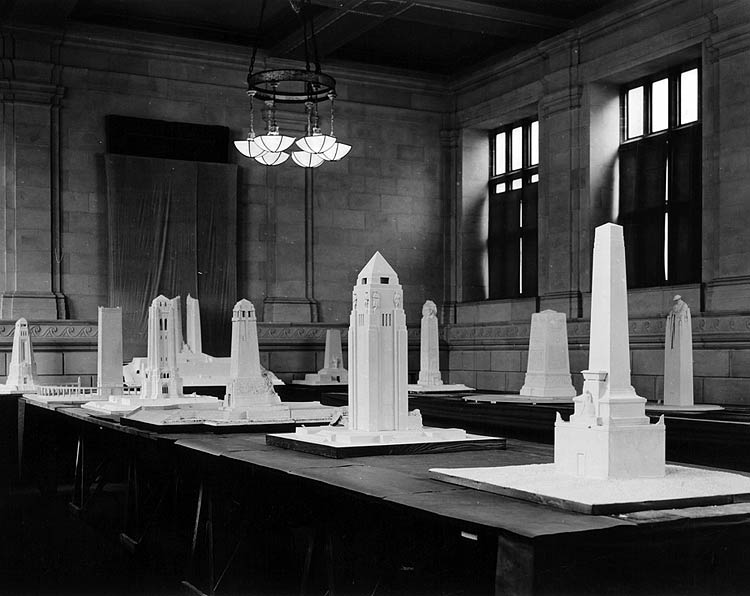
Maquettes van de ontwerpen van de finalisten

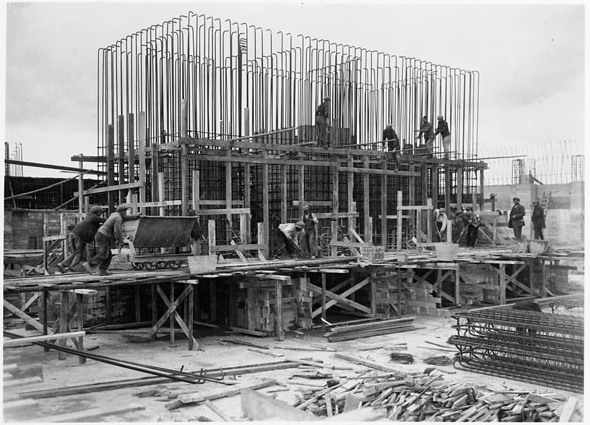
Aanleggen van de funderingen

Na de oorlog werd besloten in Europa een aantal herdenkingstekens in te richten op plaatsen die voor de Canadezen een rol speelden tijdens de oorlog. Men kwam uiteindelijk tot acht sites, vijf in Frankrijk en drie in België. Het ontwerp van de monumenten zou worden bepaald door een ontwerpwedstrijd. In 1920 richtte de Canadese overheid de Canadian Battlefields Memorials Commission op om de wedstrijd in te richten en op te volgen. De wedstrijd stond open voor alle Canadese architecten, beeldhouwers, ontwerpers en artiesten. Er werden zo'n 160 ontwerpen ingestuurd, waarvan er 17 werden weerhouden door de jury. Elke finalist moest een maquette maken van zijn ontwerp en in oktober 1921 koos de commissie het ontwerp van Walter Seymour Allward, een kunstenaar uit Toronto, als winnaar en een ontwerp van Frederick Chapman Clemesha als tweede. Uiteindelijk besloot men om op twee sites een uniek monument op te richten, namelijk het ontwerp van Allward en dat van Clemesha, en op de andere zes sites een kleiner, identiek monument te plaatsen. Er was nog enige discussie waar het winnend ontwerp zou worden opgetrokken, met Hill 62 in België als een van de mogelijkheden, maar uiteindelijk koos men voor de heuvelrug van Vimy, onder meer omwille van zijn hoge ligging boven de omliggende vlakte. Eind 1922 kreeg Canada van Frankrijk zo'n 100 ha land op de heuvelrug als erkenning voor de oorlogsdaden van Canada.
In 1924 begonnen de voorbereidende plannen en in 1925 begon de bouw van het monument, wat 11 jaar zou duren. Ondertussen was Allward op zoek gegaan naar een geschikte steen voor zijn ontwerp, die hij uiteindelijk vond in het Paleis van Diocletianus. De kalksteen was afkomstig van een steengroeve nabij Seget in Kroatië. Door moeilijkheden bij het houwen en de transport duurde het tot 1927 eer de eerste lading steen aankwam en pas vanaf 1931 kwamen de grotere stenen voor de menselijke beelden toe. Tijdens de wachtperiodes zag men dat het oorlogslandschap begon te verdwijnen en om een deel te bewaren, besliste men een stuk van de loopgraven en een tunnel te restaureren en in te richten. Het monument zelf rust op een fundering van 11.000 ton beton, versterkt met honderden ton staal. De voet van het monument en de twee kolommen bevatten bijna 6.000 ton kalksteen. De 20 beelden werden ter plaatse gehouwen.
Voor de inhuldiging van het monument in 1936, de Vimy Pilgrimage, stelde de Canadese regering een speciaal gratis Vimypaspoort ter beschikking aan de pelgrims. Op 16 juli vertrokken van Montreal vijf lijnboten naar Frankrijk. Zo'n 6.400 mensen kwamen per schip uit Canada; ruim 1.300 Canadezen kwamen uit Engeland. Het monument werd officieel onthuld op 26 juli 1936 door Edward III, in zijn hoedanigheid van Koning van Canada, in aanwezigheid van de Franse president Albert Lebrun.
In 1939 groeide de Canadese bezorgdheid over het monument omwille van de groeiende dreiging van nazi-Duitsland en enige tijd na het uitbreken van de oorlog viel het dan ook in Duitse handen. In Canada en het Verenigd Koninkrijk gingen geruchten de ronde over de vernieling van het monument, wat uiteindelijk door de Duitsers werd ontkend. Pas in september 1944 werd het weer bevrijd en was men zeker dat het onbeschadigd was.
In 2001 kondigde de Canadese overheid een project aan om de herdenkingssites in Frankrijk en België te restaureren. In 2005 werd het monument gesloten voor de herstelling en in 2007 werd het opnieuw ingewijd door koningin Elizabeth.

## Architectuur

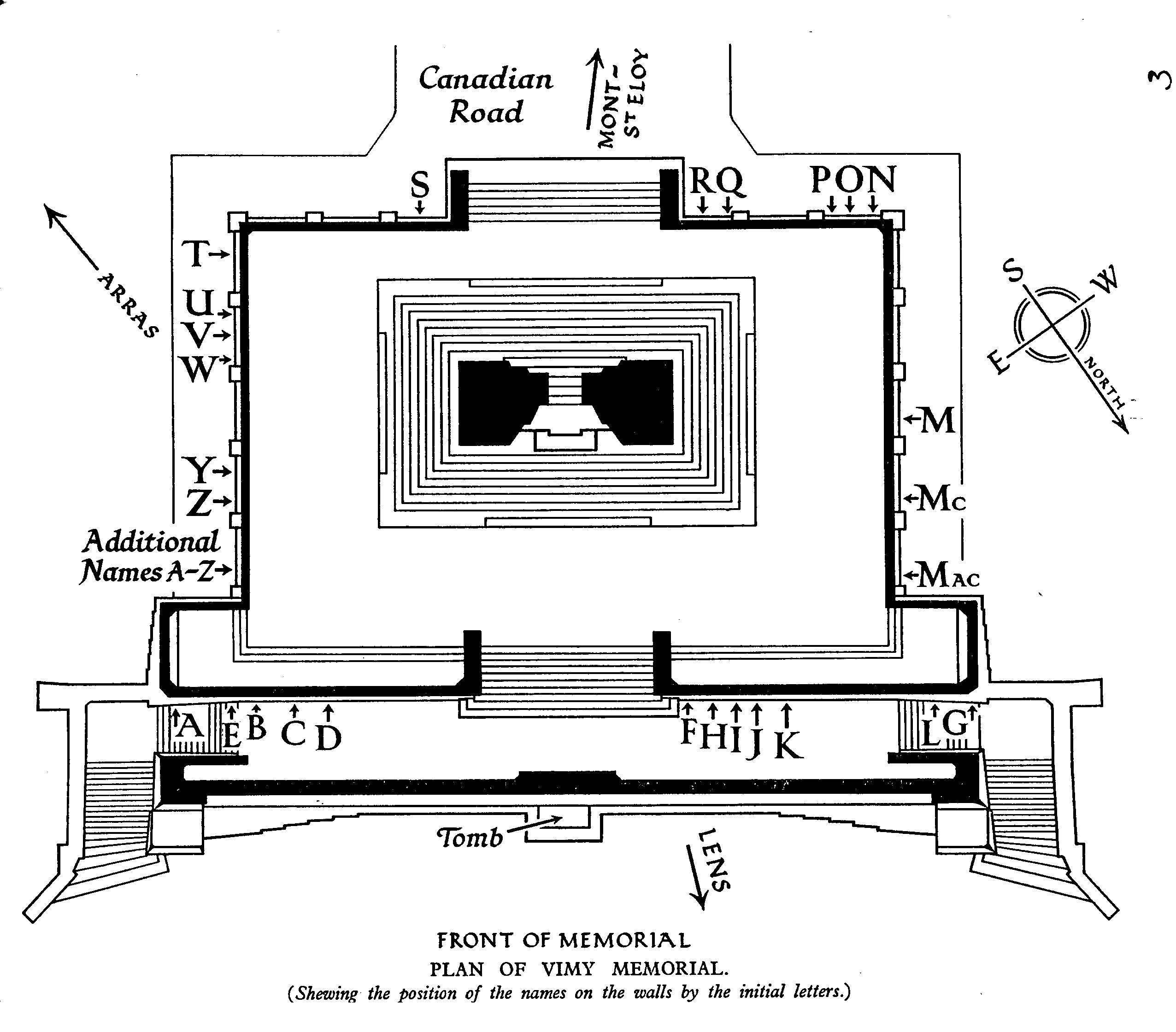
Grondplan van het monument

Het monument staat op het hoogste punt van de heuvelrug, in de oorlog Hill 145 genoemd. Het bestaat uit een voetstuk met daarop twee hoge pylonen. De voorste muur is ruim 7 meter hoog en stelt een ondoordringbare verdedigingsmuur voor. Aan beide uiteinden van de muur bevindt zich aan de voet van de trappen een figuur, aan het zuidelijk einde de Breaking of the Sword, aan het noordelijk einde de Sympathy of the Canadians for the Helpless. Centraal staat boven op de muur een beeld van een vrouw gehuld in een mantel, neerkijkend met gebogen hoofd. Beneden haar staat op de grond een sarcofaag met een brodiehelm en een zwaard. Deze vrouw is Canada Bereft of Mother Canada, een verpersoonlijking van de jonge Canadese natie die treurt om haar doden.
Centraal op het voetstuk van het monument staan twee pylonen, zo'n 30 meter hoog. De ene draag het esdoornblad van Canada, de ander de Fleur de lis van Frankrijk. Boven op de pylonen bevinden zich een aantal figuren. De voornaamste zijn Justice en Peace, met daaronder Hope, Charity, Honour en Faith aan de oostzijde en Truth en Knowledge aan de westzijde. Beneden tussen de twee pylonen bevindt zich de Spirit of Sacrifice.
Naast de trappen aan de achterkant bevindt zich een beeld van een treurend ouderpaar, een vader en een moeder, elk aan een kant van trap. Op de buitenmuur van het monument zijn 11.285 namen ingeschreven van Canadezen die sneuvelden in Frankrijk, maar wiens graf onbekend is.

## Site

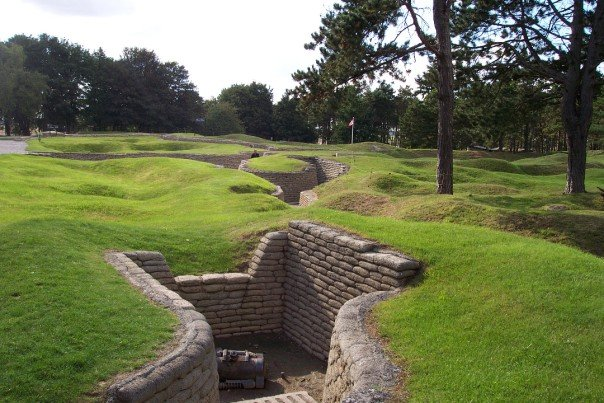
Bewaard loopgravenstelsel

De hele site is zo'n 100 ha groot en ligt op de grens van de gemeenten Vimy, Givenchy-en-Gohelle en Neuville-Saint-Vaast. Het terrein is een bewaard slagveld, een ruw terrein met kraters en onontplofte munitie. Het werd herbebost, maar is grotendeels ontoegankelijk voor de bezoekers wegens ontploffingsgevaar. Wegens het gevaar voor menselijk onderhoud wordt het begraasd door schapen.
Naast het Canadees monument bevinden zich op de site ook een herdenkingsteken voor de Franse Marokkaanse Divisie, een bewaard stuk van het loopgravenstelsel en twee begraafplaatsen van de Commonwealth War Graves Commission, namelijk Canadian Cemetery No.2 en Givenchy Road Canadian Cemetery.
Op de site werd ook een bezoekerscentrum ingericht.